# 산토 스피리토 성당

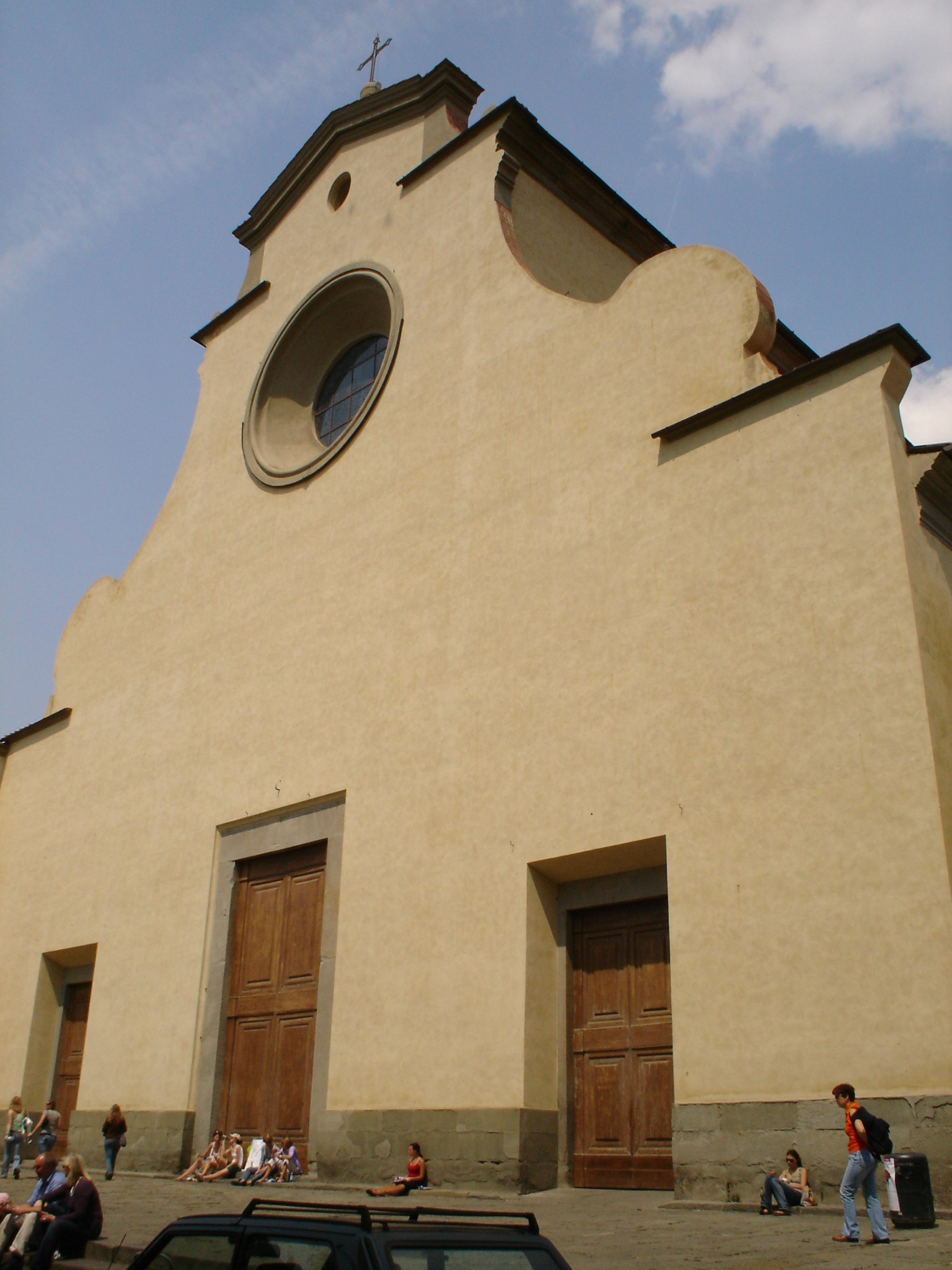
주 파사드

산토 스피리토 성당 (Basilica di Santo Spirito, 성령의 성당)은 이탈리아 피렌체에 있는 교회당이다. 줄여서 보통 산토 스피리토(Santo Spirito)로 일컬어지는 이곳은 올트라르노 지구에 위치해 있으며, 동명의 광장을 바라보고 있다. 건물 내부 길이가 97 m (318 ft)에 이르는 성당의 내부는 르네상스 건축의 대표적인 예 중 하나이다.

## 역사

### 초기 역사
아우구스티노 수도회의 교회와 수도원을 위한 부지는 스페치알레(Speziale)와 아콜티(Acolti) 등이 1250년에 아르체트리의 아우구스티노회 수도원장이던 알데브란디노(Aldebrandino)에게 기부한 곳이었다. 1173년–1175년 당시 도시 성벽 내에 있었던 올트라르노 지구의 아르노강 남쪽 강변에 교회당을 지을 계획이 잡혔으나, 그곳은 인구가 너무 드문드문 있었다. 1252년에 삼위일체 다리 (산타 트리니타 다리)가 건설되면서 교회는 더욱 접근이 용이해졌다. 아우구스티노회는 산 로몰로 (San Romolo)라는 오래된 교회를 이곳에 통합하는 등, 1252년에 교회당과 수도원을 운영을 시작하였다. 산토 스피리토는 본래 성모 마리아, 모든 성인들, 성령에게 봉헌된 것이었으나, 13세기 말경에 성모 마리아, 성령, 마테오에게 봉헌된 것으로 바뀌었다.
탁발수도회들의 교회당과 수도원 등은 피렌체 정부의 재정적 지원으로 건설되었는데, 산토 스피리토는 1267년, 그리고 1292년부터 1301년까지 재정 지원을 받았다.
산토 스피리토의 수도원은 학문 활동의 중심지가 되었고 1284년에는 아우구스티노회의 스타디움 제네랄레로 인정되었다. 아우구스티노회의 규칙과 규약 등이 피렌체에서 열렸던 수도회 종중회를 통해 1287년에 승인되었다.
성당 앞쪽에 광장 (산토 스피리토 광장)을 만들기 위해 1301년에 주택들이 매입되었다. 1310년 쯤 산토 스피리토에는 제단 일곱 개와 다수의 가문 예배당들이 있었다. 더 많은 예배당들이 이어지는 수백년 간 건설되었다. 14세기 중반 산토 스피리토는 아주 넓은 클로이스터가 있는등 아주 거대한 규모의 종교 시설 단지이었다. 안드레아 오르카냐와 그의 공방의 '예수의 수난도와 최후의 만찬' 프레스코화가 1360년대에 그려졌다.
성모 마리아에게 봉헌된 산타 마리아 델레 라우데 (Santa Maria delle Laude)라는 신심회가 1322년 이전에 만들어졌다. 이 조직은 성령의 사도들에게 강림을 기념하는 오순절 연극을 매년 공연하였다. 또한 자선 활동에도 관여를 했었는데, 소속 수사인 시모네 피다티 다 카시아(Simone Fidati da Cascia)는 전직 매춘부들을 위한 주택 건설을 지시하기도 했다. 1333년, 그 주택에는 50명 이상의 여성들이 거주했다.:135, 146
산토 스피리토는 피렌체의 초기 인본주의와도 관련성을 띠었다. 조반니 보카치오가 이끌던 단체들 중 하나가 1360년대 그리고 1370년대 이 성당에서 모였다. 1375년에 그가 죽을 때, 보카치오는 그의 서재를 산토 스피리토의 수도원에 유증하였다. 1380년대 그리고 1390년대 초에 또 다른 인본주의 단체가 루이지 마르실리 (1342–94년) 수도실에서 매일 모였다. 마르실리는 파도바 대학교와 파리 대학교에서 철학과 신학을 수학했다. 그는 1370년 파도바의 페트라르카와 접촉하게 되었고 이후 보카치오의 친우가 되었다. 이 무리에는 1375년의 피렌체 재상을 지낸 콜루치오 살루타티 (1331년–1406년)가 있었다. 그는 곧 이 무리의 핵심 인사가 되었다. 살루타티가 이끌던 자 중 가장 중요한 인물은 레오나르도 브루니 (1370년–1444년)로, 장차 피렌체의 재상이 된 인물이었다. 또 다른 이로는 인본주의자이자 코시모 메디치의 친우인 니콜로 데 니콜리가 있었다.
산토 스피리토는 1370년대 정치적 불안기 기간 몇몇 극적인 사건들이 열린 곳이었다. 아르노강 건너편에 위치한 피렌체의 유일한 구역인 산토 스피리토는 물리적으로 그리고 정치적으로 피렌체의 나머지 지역과는 달랐다. 산토 스피리토 지역의 주민들은 카포니, 소데리니, 프레스코발디 등 피렌체의 가장 중요하고 오래된 가문들의 일원이었으며 또한 아주 가난한 비숙련 노동자들도 일부 있었다. 이러한 정치적 폭발하기 쉬운 인구 구성은 이 지역에 폭동을 일으킬 만반의 준비가 된 곳 중 하나라는 이미지를 주었다.
피렌체 공화국 역사상 가장 충격적인 정치적 암살 사건 중 하나가 1370년 11월에 이 성당에서 미사가 끝난 뒤 벌어진 리치 가문(Ricci)의 유력 인사인 산드로 다 콰라타(Sandro da Quarata)의 암살이었다.:199
치옴피의 난 당시에 산토 스피리토는 1378년 6월 22일 폭도들의 공격을 받았으나, 시뇨리아 측 세력의 보호를 받았다. 7월 19일에 체포된 치옴피의 난 공모자들의 심문 (폭동을 진압하려는 피렌체 정부의 최후의 필사적 시도)에서 이 계획적인 폭동은 별도의 네 개 폭동이 마련되어 있으며, 가장 큰 규모(1천 여명)가 산토 스피리토 성당였다는 것이 밝혀졌다.:368, 379
제2차 밀라노 전쟁 중인 1397년에 밀라노에 승리를 거두고 성 아우구스티노 축일 (8월 28일)에, 피렌체의 시뇨리아는 아우구스티노를 피렌체의 수호 성인으로 지정하고, 또 그를 기리며 성당의 재건축을 결심했다. 이 결정에도, 1434년까지 아무런 일이 진행되지 않다가, 필리포 브루넬레스키의 활동이 있었다. 새로운 교회에 대한 작업은 1471년까지 천천히 진행되었다. 갈레아초 마리아 스포르차의 방문을 기념해서 신심회가 조직한 '사크라 라프레센타지오네' '성령의 강림' 공연 동안에 교회에 불이 났고 수도원의 일부와 함께 많은 피해를 입었다.:66

### 새로운 교회당
필리포 브루넬레스키는 이르면 1428년부터 새로운 건축물 설계를 시작하였다. 건축물의 첫 기둥들이 그가 죽기 바로 10일 전인 1446년에 전해졌다.  그가 사망한 뒤, 작업들은 그의 제자들인 안토니오 마네티, 조반니 다 가이올레, 살비 단드레아 등이 이어서 맡았으며, 단드레아의 경우에는 돔 건설을 책임지기도 했다.
브루넬레스키의 이상이 좌절된 산 로렌초 성당와 달리 이곳에서는 그의 사상들이 최소한 설계도와 아케이드 수준까지 어느 정도의 충실하게 이뤄졌다. 라틴 십자가 구조는 그리드를 강조하기 위해 설계되었다. 산 로렌초의 문제점을 야기한 신랑과 익랑 사이의 대비는 여기에서는 사용되지 않았다. 동일한 크기의 벽감이 달려 있는 측면의 예배당들이 주변 공간을 따라 펼쳐져 있다.
브루넬레스키의 파사드는 건설되지 못하였고 여백으로 남았다. 1489년에, 일 크로나카로 알려진 시모네 델 폴라이올로 그리고 줄리아노 다 상갈로 등이 설계한 기둥이 설치된 베스티뷸과 팔각형의 성구실 등은 건물의 남은 공간에 설치되었다. 다색 대리석으로 만들어진 바로크 풍의 천개는 1601년 주제단에 조반니 바티스타 카치니 그리고 게라르도 실바니가 추가한 것이다. 산토 스피리토는 18세기까지 장식이 되어 있지 않다가, 성당의 벽에 회반죽이 발라졌다. 내부의 파사드는 살비 단드레아가 제작한 것이며, 피에트로 페루기노가 설계한 오순절이 있는 본래의 스테인드글라스 창도 여전히 남아 있다. 성당의 종탑 (1503년)은  바초 다뇰로가 추가한 것이다.
성당의 외부는 1977–78년에 복원되었다.

## 예배당의 제단화

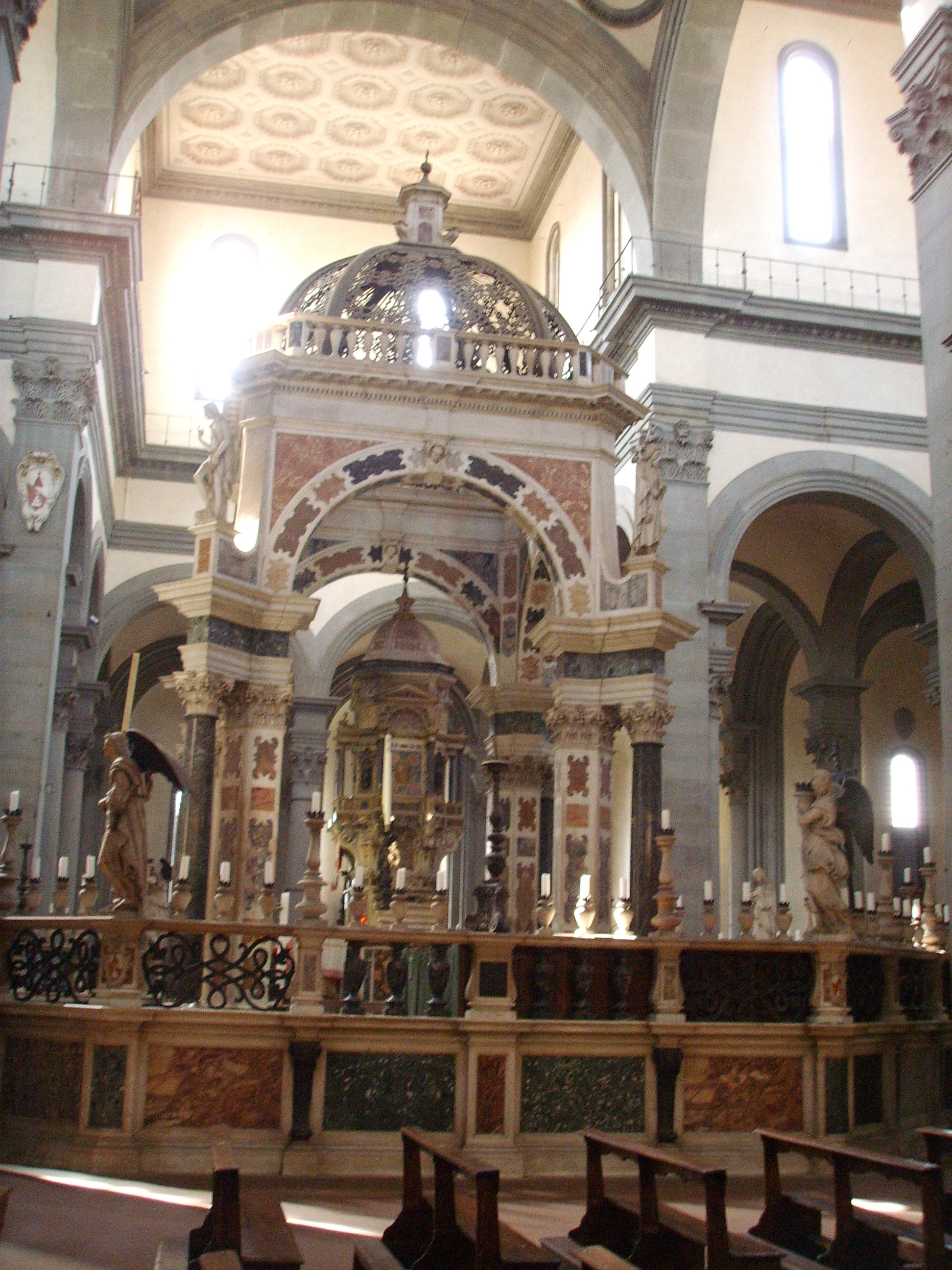
주제단 뒤의 천개

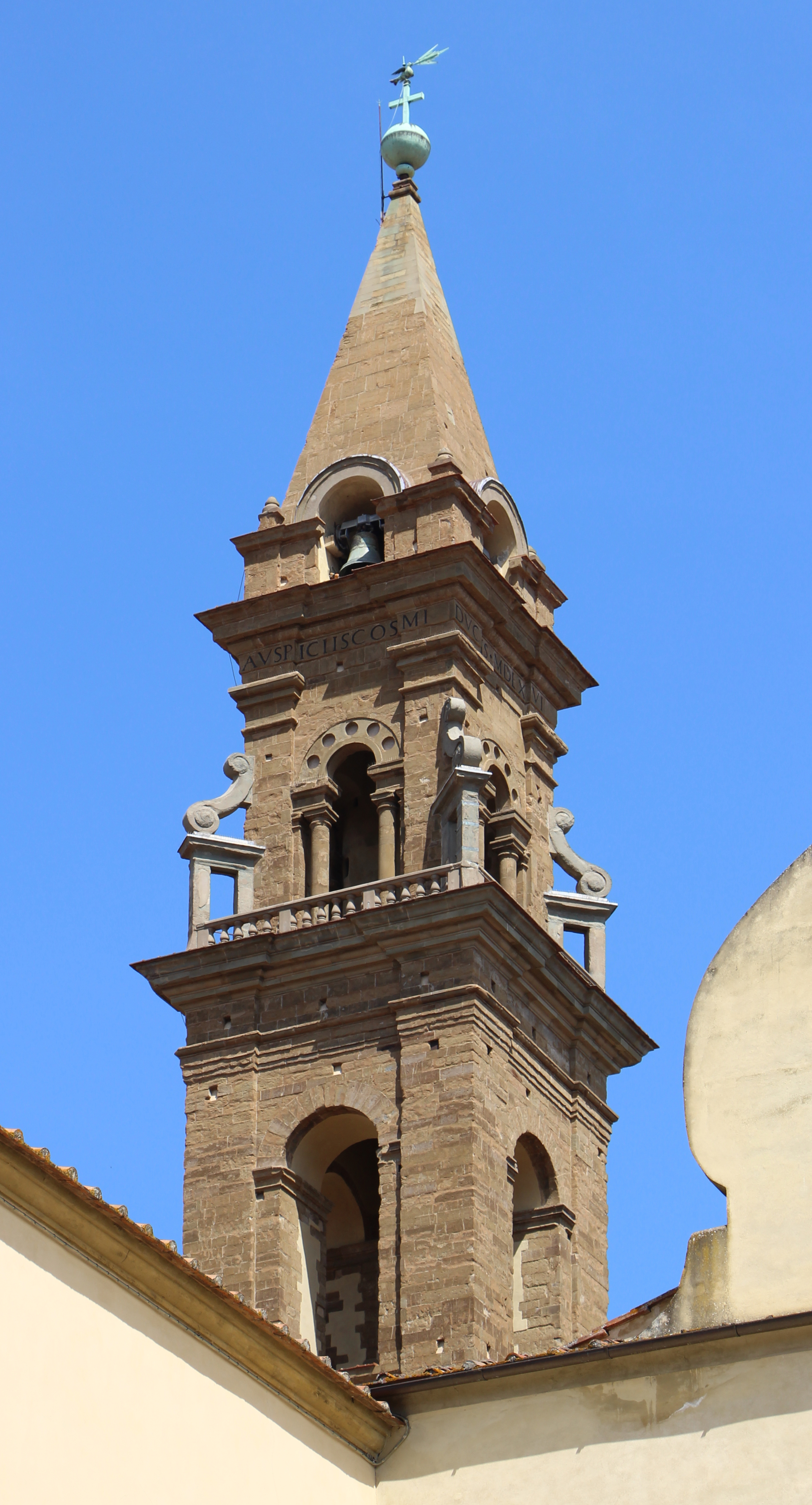
종탑

산토 스피리토 성당에는 38개 측면 예배당 (그 중에 예배당 두 곳은 문 뒤쪽에 있음)이 있으며, 이 예배당들은 가치 있는 많은 예술품들을 지니고 있다. 이 중에 가장 손에 꼽는 곳은 비니카포니 (Bini-Capponi) 예배당으로, 프란체스코 보티치니가 그린 '성 모니카의 아우구스티노 수녀 규칙 설립'을 소장하고 있다. 코르비넬리 (Corbinelli) 예배당의 작품들은 안드레아 산소비노, 코시모 로셀리, 도미노와 아뇰로 델 마치에레 형제 등의 것들이다.
익랑의 예배당들에는 필리피노 리피의 제단화가 있다. 또한 익랑에는 프레스코발디 가문의 후작들이 사람들의 시선에서 눈에 띠지 않게 미사에 참여할 수 있었던 성가대석이 있다.
시모네 델 폴라이올로의 베스티뷸 앞에 위치한 좌측 여섯 번째 예배당에 있는 출입구를 통해 접근 가능한 성구실은 1489년에 줄리아노 다 상갈로가 설계하였으며, 8각형 설계 구조를 갖추고 있다. 이곳에는 페르디난도 1세 데 메디치 대공의 아내인 로트링겐의 크리스티나가 의뢰한 알레산드로 알로리의 '병자를 치료하는 성 피아크르' (1597년작)가 위치해 있다.

### 예배당과 예배당의 예술품 목록
예배당 38곳과 소장 예술품은 다음과 같다:
| 방향 | 예배당               | 예술품 |
| ---- | -------------------- | --- |
| 우측 | 1 (파사드 근처 신랑) | 피에르 프란체스코 포스키의 '무염시태 논쟁'                                                                                 |
| 우측 | 2                    | 난니 디 바초 비조의 미켈란젤로의 '피에타' 복제본 (1549년작)                                                                |
| 우측 | 3                    | 난니 우게로의 '성 니콜로 다 톨렌티노'/ 옆의 천사들은 프란차비조 작품                                                       |
| 우측 | 4                    | 조반니 스트라다노의 '성전에서 환전꾼들을 쫓아내는 그리스도' (1572년작)                                                     |
| 우측 | 5                    | 알레산드로 게라르디니의 '성모의 대관' (1694년경작)                                                                         |
| 우측 | 6                    | 도메니코 파시냐노의 '성 스테파노의 순교' (1602년작)                                                                        |
| 우측 | 7                    | 조반니 바라타의 '토비아스와 천사' (1698년작)                                                                               |
| 우측 | 9 (익랑)             | 피에르 프란체스코 포스키의 '변용'                                                                                          |
| 우측 | 10 (익랑)            | '구원의 성모' (15세기작)                                                                                                   |
| 우측 | 11 (익랑)            | 베르나르도 부온탈렌티의 제단                                                                                               |
| 우측 | 12 (익랑)            | 필리피노 리피의 '성인 그리고 네를리 가문의 기부자들과 있는 성모자' (1488년)                                                |
| 우측 | 13 (익랑)            | 펠리체 피케렐리의, 페루지노의 '성 베르나르도에게 나타난 성모의 환영'의 복사본                                              |
| 우측 | 14                   | 안토니오 로셀리노의 대리석 사르코파구스 (1457년경작)                                                                       |
| 우측 | 15 (후진)            | '복음사가 요한 & 히에로니무스 등과 있는 성모' (16세기 초)                                                                  |
| 우측 | 16 (후진)            | 마소 디 방코의 '성모자 & 네 성인' (1340년경)                                                                               |
| 우측 | 18 (후진)            | 알레산드로 알로리이 '일만 명의 순교' (1574년), 네리 디 비치의 '성 루치아와 두 천사' (1460년경)                             |
| 좌측 | 1 (신랑)             | 피에르 프란체스코 포스키의 '부활'                                                                                          |
| 좌측 | 2                    | 타데오 란디니의 미켈란젤로의 '그리스도' 복제본 (1579년작)                                                                  |
| 좌측 | 5                    | 미켈레 토시니의 '성모, 성 안나, 그 외 성인들'                                                                              |
| 좌측 | 8                    | 프라 바르톨로메오의 제자의 '성 라우렌시오, 조반니 구알베르토, 카탈리나, 베르나르도와 왕좌에 앉은 성모'                     |
| 좌측 | 9 (익랑)             | 미켈레 토시니의 '십자가의 길'. 유리창의 '의심하는 토마스'는 바르톨로메오 디 조반니의 것으로 본다.                          |
| 좌측 | 10 (익랑)            | 라파엘리노 델 가르보의 '성인들과 왕좌에 앉은 성모' (1505년), 야코포 델 셀라이오의 제단화 '구호품을 나눠주는 성 라우렌시오' |
| 좌측 | 11 (익랑)            | 라파엘리노 델 가르보의 '천사들, 성 바르톨로메오, 니콜라오와 왕좌에 앉은 성모'                                              |
| 좌측 | 12 (익랑)            | 프란체스코 그라나치의 '성 카탈리나와 마리아 막달레나의 사랑을 받는 삼위일체'(1485년경작)                                   |
| 좌측 | 13 (익랑)            | 안드레아 산소비노의 '코르비넬리 제단' (1492년작)                                                                           |
| 좌측 | 14 (익랑)            | 코시모 로렐리의 '성자 그리고 성인들과 왕좌에 앉은 성모' (1482년작), 네리 디 비치의 제단화 '의심하는 토마스'                |
| 좌측 | 15 (익랑)            | 프란체스코 보티치니의 '아우구스티노 수녀회의 규칙을 설립하는 성 모니카' (1483년작)                                         |
| 좌측 | 16 (익랑)            | 라파엘리노 델 가르보의 '성모와 성자 성인'                                                                                  |
| 좌측 | 15 (후진)            | 도메니코 기를란다요의 제자의 '그리스도의 탄생'                                                                             |
| 좌측 | 16 (후진)            | '수태고지' (15세기 후반작)                                                                                                 |
| 좌측 | 18 (후진)            | 1알레산드로 알로리의 '그리스도와 간통자 (1577년작)]]                                                                       |

## 미켈란젤로의 '십자가상'

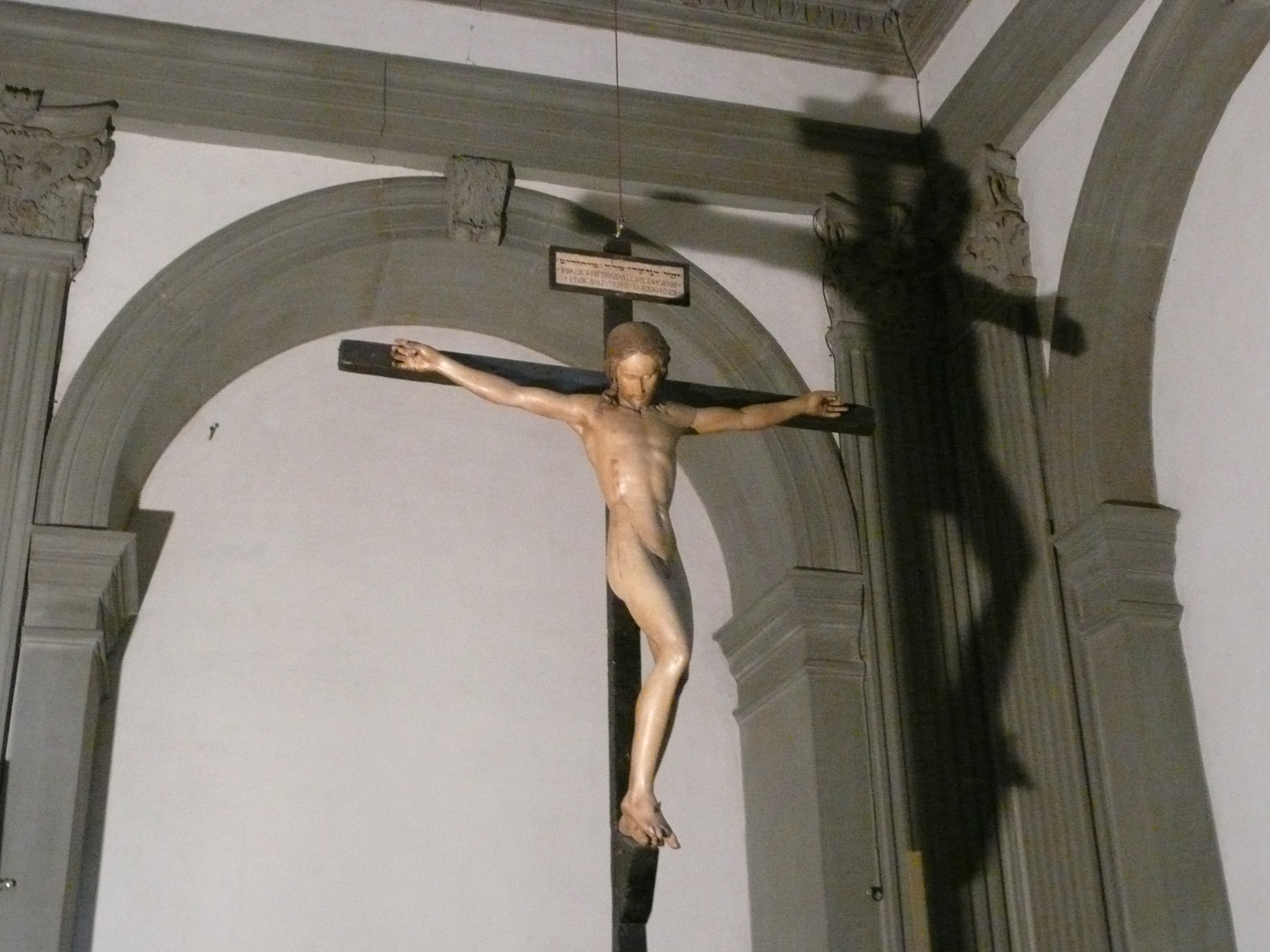
미켈란젤로의 십자가상

미켈란젤로 부오나로티가 70세 시절에 그는 수도원의 병원 시설에서 나오는 시신으로 해부학 연구를 하는 것을 허용받았다. 그 대가로 그는 주제단 위에 설치된 목제 십자가상을 조각해주었다. 오늘날 이 십자가상은 성당의 왼쪽 회랑에서 갈 수 있는 8각형 형태의 성구실에 있다.

## 클로이스터와 최후의 만찬

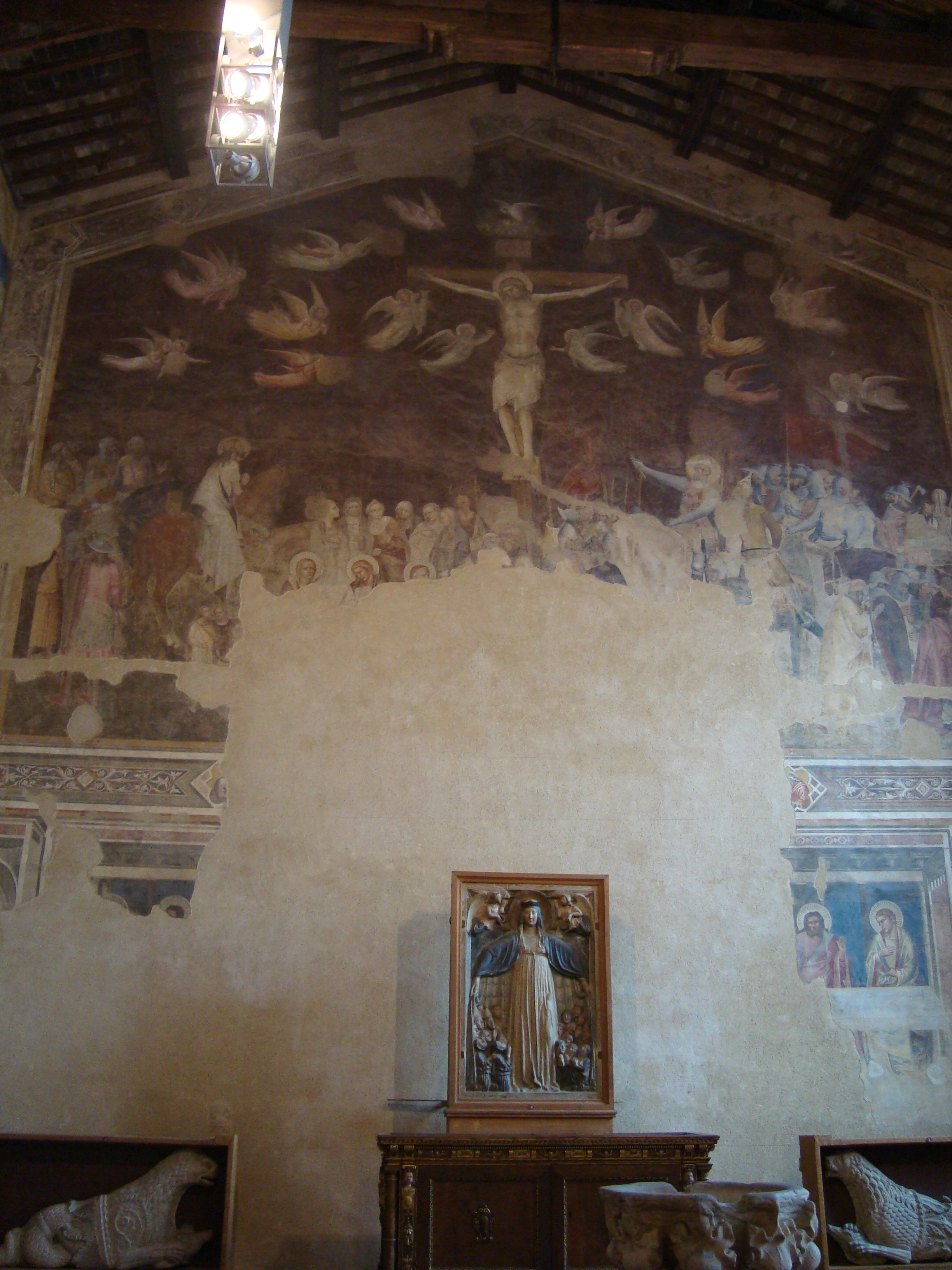
산토 스피리토의 최후의 만찬

수도원에는 각각 '키오스트로 데이 모르티'(Chiostro dei Morti, 죽음의 클로이스터)와 '키오스트로 그란데'(Chiostro Grande)라 불린 두 개 클로이스터가 있었다. 전자는 이곳의 벽을 장식한 엄청난 수의 비석에서 그 이름이 비롯한 것이며, 1600년경에 알폰소 파리지가 지었다. 후자는 1564년에서–1569년에 걸쳐 고전풍으로 바르톨로메오 암만나티가 지은 것이다.
또한 옛 수도원에는 부분적으로 남아 있는 최후의 만찬 위로 십자가형을 묘사하고 있는 커다란 프레스코화(Cenacolo di Santo Spirito)가 있는 넓은 리펙터리를 갖추고 있으며, 이 두 작품 모두 안드레아 오르카냐의 작품이다 (1360년–1365년). 이 프레스코화는 현재까지 피렌체에서 볼 수 있는 후기 고딕 미술의 드문 예시 중 하나이다. 이 공간에는 The room also boasts a collection of sculptures from the 11세기에서–15세기에 걸친 조각상 컬렉션을 뽐내고 있으며, 여기에는 도나텔로의 박육조 두 개, 야코포 델라 퀘르차의 고육조, 티노 다 카마이노의 대리석 조각상 두 개 (1320년–1322년)등이 있다.

## 안치된 인물
- 파올로 우첼로
- 니콜로 데 니콜리